# Heteracanthia violaceiventris
Heteracanthia violaceiventris är en tvåvingeart som beskrevs av Günther Enderlein 1921. Heteracanthia violaceiventris ingår i släktet Heteracanthia och familjen vapenflugor. Inga underarter finns listade i Catalogue of Life.